# José Miguel Barros
José Miguel Barros Franco (San Fernando, Colchagua, 7 de agosto de 1924- 2 de febrero de 2020) fue un abogado, diplomático, historiador y académico chileno.

## Estudios y familia
Se formó en San Fernando, en la zona centro-sur del país. Tras la muerte de su padre, ingresó becado al Internado Nacional Barros Arana de la capital para cursar de III a VI Humanidades, lugar donde, una vez egresado, laboró como inspector.
Estudió derecho en la Universidad de Chile, obteniendo su licenciatura y título de abogado, por la Corte Suprema, en 1951. Posteriormente cursó posgrados en la Universidad de Georgetown, Estados Unidos, y la Academia de Derecho Internacional de La Haya, Países Bajos.
En 1961 contrajo matrimonio con la baronesa neerlandesa Elna van Hovell Tot Westerflier con quien tuvo tres hijos y una hija.

## Carrera
En 1945 ingresó al Ministerio de Relaciones Exteriores. Desde 1950 cumplió labores en diversas representaciones del país, destacándose su cometido como embajador en los Países Bajos (1976-1978), los Estados Unidos (1978-1981), Perú (1981-1983) y Francia (1990-1994), los tres primeros durante la dictadura militar que encabezó Augusto Pinochet.
Fue embajador en Misión Especial en Londres, Reino Unido, en funciones de Agente de Chile, para el arbitraje relativo a la región del río Palena (1965-1967) y embajador en Misión Especial en Londres y Ginebra, Suiza, en funciones de Agente de Chile, para el arbitraje relacionado con el canal Beagle (1971-1978).
En 2009 fue elegido presidente de la Academia Chilena de la Historia del Instituto de Chile, entidad a la que había ingresado en 1977. Dictó clases en las universidades de Chile y Diego Portales.
En 2014 fue convocado por el segundo Gobierno de Michelle Bachelet para integrar el comité asesor para la demanda de Bolivia ante la Corte Internacional de Justicia sobre la negociación marítima entre ambos países.

## Obras
- “El caso del Baltimore” (Santiago, 1950).
- “Don Estanislao Zeballos y el incidente del “Baltimore”” (En Revista Mapocho, T. I, N.º 2, 1963).
- “Orélie-Antoine I y una proyectada expedición británica a la Araucanía”. (En Boletín de la Academia Chilena de la Historia, N.º 76, 1967).
- “Algunos aspectos de la Revolución de 1891, según los diplomáticos franceses”. (En Boletín de la Academia Chilena de la Historia, N.º 76, 1967).
- “Situación de Chile en 1812. Informe de Bartholomew V. Richards”. (En Boletín de la Academia Chilena de la Historia, N.º 81, 1969).
- “Apuntes sobre una Historia de Chile, de Isaac Yánez”. (En “Homenaje al Profesor Guillermo Feliú Cruz”, Santiago, 1974).
- “Cartografía colonial chilena: notas preliminares”. (En Revista “Diplomacia” N.º 3, 1974).
- “Los últimos años de Pedro Sarmiento de Gamboa”. (En Boletín de la Academia Chilena de la Historia, n.º 90, 1977/1978).
- “Primer testimonio de Tomé Hernández sobre las fundaciones hispánicas del Estrecho de Magallanes”. (En “Anales del Instituto de la Patagonia”, Vol. 9, 1978).
- “Chile-U.S. Relations: elements for an up-to-date approach”. (Nueva York, 1980).
- “Bernardo O’Higgins y el Perú”. (En Boletín de la Academia Chilena de la Historia, N.º 92, 1981).
- “Expedición al Estrecho de Magallanes en 1553: Gerónimo de Vivar y Hernando Gallegos”. (Anales del Instituto de la Patagonia, Vol. 12, 1981).
- “El descubrimiento de la Antártica: Dirck Gerritsz- Gabriel de Castilla”. (Boletín de la Academia Chilena de la Historia N° 94, 1983).
- “Pedro Sarmiento de Gamboa y su proyectada Historia General del Perú”, Lima 1983.
- “Carrera y Poinsett en la Patria Vieja”. (En “Patria Vieja”, N.º 17, 1984).
- “Conferencia inaugural del ciclo sobre el Estrecho de Magallanes”. (En Revista Política, N.º 5, Instituto de Ciencia Política, Universidad de Chile, 1984).
- “Carta de Julián de Bastida a García Hurtado de Mendoza (1563)”. (En Boletín de la Academia Chilena de la Historia, N.º 96, 1985).
- En torno a la política exterior de Chile”. (En “Seminario de Formación Democráctica”. Centro de Estudios Públicos, Santiago, 1985).
- “Charla sobre la hispanidad”. (En Boletín N.º 19 del Rotary Club de Santiago, 1986).
- “El desastre de Curalava”. (En Boletín de la Academia Chilena de la Historia N.º 97, 1986).
- “Joel Roberts Poinsett”. (En Boletín de la Academia Chilena de la Historia N.º 98, 1988).
- “La expedición de Narborough a Chile: Nuevos Antecedentes”. (Anales del Instituto de la Patagonia, Vol. 18, 1988).
- “La Historia de Chile de Don José Pérez García-un texto de 1778”. (En Boletín de la Academia Chilena de la Historia N.º 99, 1989).
- “Miguel Luis Amunátegui y las cuestiones de límites”. (En Boletín de la Academia Chilena de la Historia N.º 99, 1989).
- “El archivo particular de José Miguel Carrera”. (En Boletín de la Academia Chilena de la Historia N.º 100, 1990).
- “Homenaje a Don Ernesto Barros Jarpa”. (En Boletín de la Academia Chilena de la Historia N.º 100, 1990).
- “Sarmiento de Gamboa y un proceso naval”. ("Museo de Pontevedra", 1992).
- “Rey Don Felipe: Plano de una fundación hispana en el Estrecho de Magallanes”. (Revista de Historia Naval N° 40, Madrid, 1993).
- “Incursión Historiográfica en la Guerra de Chile”. (En “La Guerra de Chile”, Biblioteca Antigua Chilena, N.º 4, 1996).
- “Acerca del primer escudo de Chile”. (En Boletín de la Academia Chilena de la Historia, N.º 106, 1997).
- “El abogado y la diplomacia”. (“En la abogacía y sus opciones profesionales”, Manuales jurídicos N.º 108, Santiago, 1997).
- “El Canal Beagle: un descubrimiento del siglo XVI”. (Boletín de la Academia Chilena de la Historia N° 107, 1997).
- “Le cosmographe et navigateur Pedro Sarmiento: son séjour en France (1586-1590). (En “Transversalités”, revista del Instituto Católico de Paris, 1998.
- “Zarpe de la Primera Escuadra: Una precisión cronológica”. (Revista VIGIA N° 164, febrero de 1999).
- “La incurión de Richard Hawkins en Hispanoamérica y su epílogo”. (En “Revista de Historia Naval” de la Armada Española, N.º 65, 1999).
- “José Miguel Carrera y los Estados Unidos de América”. (En Boletín de la Academia Chilena de la Historia N.º 108-109, 2000).
- “Pedro Sarmiento de Gamboa. Avatares de un caballero de Galicia”. Museo de Pontevedra, 2003.
- “Isaac Iselin: un ignorado viajero en el Chile del siglo XIX”. (Boletín de la Academia Chilena de la Historia N.º 115, 2006).
- “Pedro Sarmiento de Gamboa. Avatares de un caballero de Galicia”. Editorial Universitaria, Santiago, 2006.
- “Documentos sobre la misión confidencial de Arturo Prat en Montevideo: 1878-1879”. (Boletín de la Academia Chilena de la Historia N.º 117, volumen II, julio-diciembre, 2008).
- “Cuestión de límites chileno-argentina a fines del siglo XIX: un manuscrito inédito de Diego Barros Arana”. (Boletín de la Academia Chilena de la Historia, N.º 118, volumen II, julio-diciembre, 2009).
- “Recuerdos de Juventud de Arturo Alessandri Palma”. (Santiago, Academia Chilena de la Historia, 2009. 519 páginas). Introducción y Notas de José Miguel Barros.
- “Pedro Sarmiento de Gamboa. Avatares de un caballero de Galicia”. Fundación Manuel Bustamante de la Fuente,  Lima, Perú 2011.
- “Episolario de Alberto Blest Gana”, Dirección de Bibliotecas Archivos y Museos, Fundación Alberto Blest Gana, 2011.

## Distinciones y condecoraciones
- Oficial de la Legión de honor (Francia, 1964).
- Comendador de la Orden de Dannebrog (Dinamarca, 1970).
- Gran Cruz de la Orden de Orange-Nassau (Países Bajos, 1978).
- Gran Cruz de la Orden del Sol del Perú (Perú, 1983).
- Gran Cruz de la Orden del Mérito (Francia, 1994).